# 安野真継
安野 真継（やすの の まつぐ）は、平安時代初期の貴族・儒学者。氏姓は勇山（無姓）のち勇山連、安野宿禰。東宮学士・勇山文継の兄弟か。官位は従五位上・主税頭。

## 経歴
弘仁元年（810年）薬子の変終結後に、一族の家継・文継らと共に連姓を与えられる（この時の位階は正八位上）。弘仁6年（815年）家継・文継ら一族と共に河内国から右京に本貫を移される（この時の位階は正七位下）。こののち時期は不明ながら一族と共に勇山連から安野宿禰に改姓し、嵯峨朝末の弘仁14年（823年）には外従五位下に叙せられた。
天長5年（828年）内位の従五位下に叙せられる。天長8年（831年）淳和天皇の神泉苑への行幸に際して、論議を行うために阿波守・善道真貞、直講・苅田種継らの儒学者と共に召され、真継は三礼（『周礼』『儀礼』『礼記』）についての論議の判者を務めている。
天長10年（833年）仁明天皇の即位に伴って昇叙されて従五位上に至る。

## 官歴
『六国史』による。
- 時期不詳：正八位上
- 弘仁元年（810年） 10月21日：無姓から連姓に改姓
- 時期不詳：正七位下
- 弘仁6年（815年） 7月2日：河内国から右京に移貫
- 時期不詳：時期不詳：勇山連から安野宿禰に改姓
- 時期不詳：正六位上
- 弘仁14年（823年） 正月7日：外従五位下
- 天長5年（828年） 正月7日：従五位下（内位）
- 天長8年（831年） 8月10日：見主税頭
- 天長10年（833年） 3月6日：従五位上